# 松林水库 (内江)
松林水库是中国四川省内江市东兴区同福镇境内的一座水库，位于沱江小支流正党寺河上，建于1972年。水库正常库容为565万立方米，集雨面积为27平方千米，海拔为354.79米。